# برایان-کالج، استیشن
برایان-کالج (به انگلیسی: Bryan–College Station) یک منطقهٔ مسکونی در ایالات متحده آمریکا است که در تگزاس واقع شده‌است. برایان-کالج ۱۷۸٬۱۱۱ نفر جمعیت دارد.